# Jaskinia przy Żlebie
Jaskinia przy Żlebie (Dziura przy Żlebie, Przy Żlebie) – jaskinia w Dolinie Kościeliskiej w Tatrach Zachodnich. Wejście do niej znajduje się u podnóża Raptawickiego Muru, przy wylocie Raptawickiego Żlebu, na wysokości 1146 metrów n.p.m. Długość jaskini wynosi 20 metrów, a jej deniwelacja 2,40 metra.

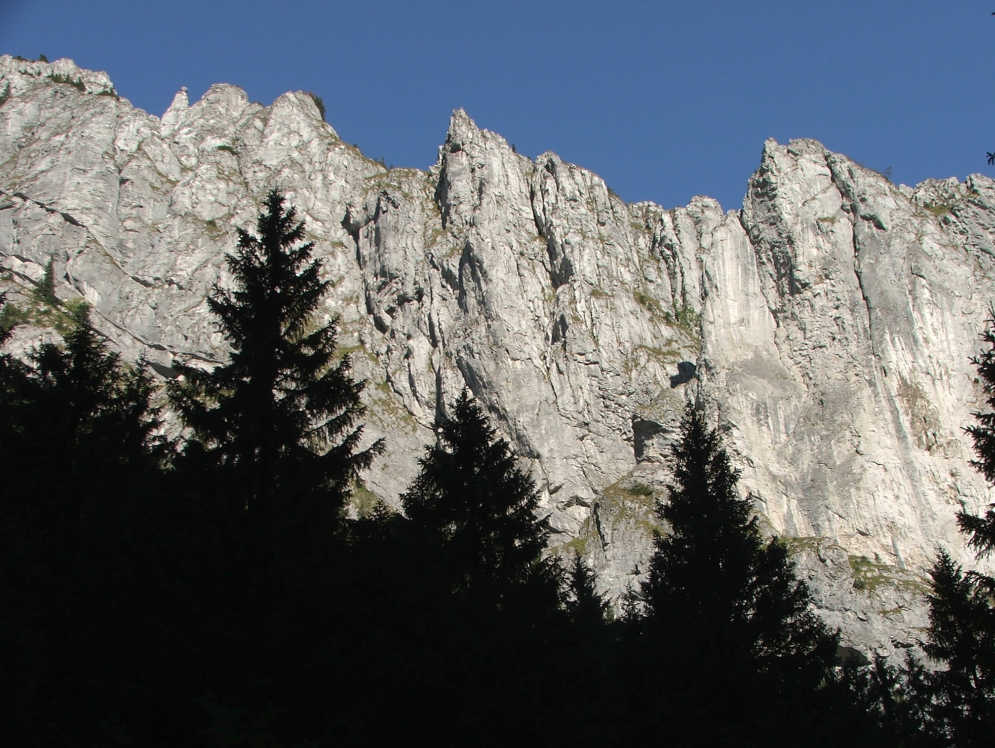
Raptawicki Mur

## Opis jaskini
Jaskinię stanowi dość szeroki korytarz, który dalej zwęża się, zaczyna przypominać rurę i za kilkoma prożkam kończy się zawaliskiem. W połowie korytarza odchodzi krótka szczelina.

## Przyroda
Na końcu korytarza występują nacieki grzybkowe. Jaskinia jest bardzo mokra.
Kazimierz Kowalski w 1953 roku podał informację o znalezieniu w jaskini kła niedźwiedzia brunatnego.

## Historia odkryć
Jaskinię odkryli w lipcu 1942 roku Stefan Zwoliński i Tadeusz Zwoliński.